# Creatio
Creatio — SaaS-решение, единая платформа для автоматизации CRM, отраслевых и внутренних процессов с помощью no-code технологий. Creatio объединяет возможности системы управления взаимоотношениями с клиентами (CRM) и системы управления бизнес-процессами (BPM). С момента запуска в 2011 году платформа и прикладные решения носили название bpm’online, в 2019 году изменили название на нынешнее.
С 2022 года в связи с военным вторжением России в Украину компания-разработчик Creatio ушла с рынка РФ и Беларуси, отключив пользователей системы от сервисной и технической поддержки.

## Технологии
Платформа BPMonline разработана с использованием трехуровневой архитектуры на базе .NET Framework 4. Для создания пользовательских интерфейсов используются технологии HTML, AJAX и Microsoft Silverlight. В BPMonline применяется сервис-ориентированная архитектура (Service-oriented architecture, SOA), базирующаяся на службах. Создание приложений происходит не посредством написания нового программного кода, а посредством связывания сервисов. В основе платформы BPMonline лежат бизнес-процессы. Для реализации новой функциональности или изменения пользовательских интерфейсов нужно выбрать стандартные элементы и создать в редакторе бизнес-процесс, который реализует необходимую бизнес-логику. Созданные процессы построены по нотации BPMN 2.0 (Business Process Modeling Notation). Для обеспечения безопасности и разграничения прав доступа в BPMonline обеспечивается возможность настройки прав доступа по ролям, поддержка криптографического протокола SSL, ограничение доступа к объектам, полям объектов, записям.

## BPMonline CRM
BPMonline CRM — прикладное SaaS CRM-решение на базе платформы BPMonline, являющееся одним из флагманских продуктов группы компаний Terrasoft. Возможности системы BPMonline CRM включают: управление бизнес-процессами — их проектирование, автоматизация, аналитика; управление клиентской базой; планирование и управление продажами; управление маркетинговыми кампаниями; автоматизацию делопроизводства и документооборота; управление рабочим временем; контроль исполнения поручений; отслеживание результатов работы и аналитику. Работа с данными BPMonline CRM в режиме off-line обеспечивается наличием расширения BPMonline Outlook Connector.
По словам судей конкурса CRM Idol 2011, победу в котором по региону EMEA одержала система BPMonline CRM, у продукта превосходный графический дизайнер процессов, что упрощает конфигурирование системы обычным пользователям. Другими преимуществами BPMonline CRM называют применение передовых технологий, стандартов и протоколов (HTML, AJAX, Silverlight, и т. д.), открытый код конфигурации (Open Source), а также готовые инструменты для быстрой и легкой адаптации, позволяющие гибко настраивать приложение аналитикам, не прибегая к помощи программистов. По мнению экспертов BFM.ru, реализованная Terrasoft «облачная» платформа — один из немногих в Рунете успешных SaaS-проектов.

### Варианты развёртывания
Исходя из потребностей и политик безопасности компании может быть выбран один из вариантов развёртывания BPMonline CRM: доступ пользователей к системе, размещённой на сервере сертифицированного провайдера (On-Demand), или на собственных мощностях клиента (On-Site). В качестве хостинг-провайдера выбран дата-центр Ancotel, размещённый во Франкфурте-на-Майне (Германия). Резервный датацентр Hetzner расположен в Нюрнберге. При принятии клиентом решения об окончании подписки по прошествии 30 дней все его данные, хранившиеся в дата-центре, уничтожаются.

### Расширяемость
BPMonline CRM распространяется как коммерческий Open Source. Это даёт возможность заказчикам или партнёрам создавать на основе предоставленной платформы свои дополнения, настройки и расширения. Утверждается, что благодаря трёхуровневой архитектуре, которая изолирует ядро от пользовательских доработок, все внесенные изменения продолжат работать и при обновлении до следующих версий. Изменения можно вносить как на уровне программного кода, так и модифицируя описания BPM-модели в визуальном редакторе.

### Системные требования
Продукт является веб-приложением и не нуждается в установке на локальный компьютер. BPMonline CRM можно пользоваться с компьютеров под управлением операционных систем Microsoft Windows и Mac OS X. На рабочем месте клиента достаточно иметь браузер Internet Explorer, Chrome, Firefox или Safari, на пользовательском компьютере должен быть установлен плагин Microsoft Silverlight. При установке приложения BPMonline CRM на собственных мощностях заказчика (On-Site), решение может быть развернуто на серверах баз данных MS SQL Server или Oracle.

### Ценовая политика
Стоимость зависит от двух факторов: варианта развертывания и программного продукта. Например, при развертывании в облаке, стоимость пользовательской лицензии программного продукта bpm’online sales пакета team составляет 150 евро в год для одного пользователя и не меняется в течение всего срока контракта. Подписка включает право использования программного обеспечения, техническую поддержку и обновления на все новые версии.

## История разработки

### Создание
Работа над платформой велась  35 программистами в течение 3 лет. Инвестиции в разработку составили 3 млн долларов. Платформа BPMonline была представлена в феврале 2011 года на конференции «BPMonline — вход в эру процессов».

### BPMonline CRM 5.1
Главным нововведением версии BPMonline 5.1 стало расширение для интеграции BPMonline CRM и Microsoft Outlook — BPMonline Outlook Connector. Расширение разработано с использованием решения Invisible CRM. Модуль позволяет работать в MS Outlook с полным набором данных из BPMonline CRM. Также расширена функциональность дизайнера процессов.

### BPMonline CRM 5.2
Одно из основных обновлений — интеграция с социальными сетями: Facebook, Twitter, LinkedIn. В карточку контакта можно подтягивать из этих источников любую доступную информацию, например email или сайт. Реализована интеграция с Google Maps для отображения компаний на карте и с почтовыми серверами, поддерживающими IMAP (например, Gmail). Дополнительно в новой версии улучшены работа с лидами, импорт контактов и инструмент массовых персонифицированных рассылок клиентам. Усовершенствованы возможности BPMonline CRM по поиску и обработке дублирующихся записей, стал доступен импорт данных из Excel, расширена функциональность системы для администраторов.

### BPMonline CRM 5.3
Новшеством версии стала возможность приобретения лицензий не для каждого пользователя, а только для пользователей, работающих в системе одновременно. Также появилась интеграция с Google Contacts и Google Calendar для синхронизации задач и контактов и встроенные обучающие видеоролики.

### BPMonline CRM 5.4
Появилась многоязычность (пользователь может выбирать русский или английский язык), возможность настраивать поля в карточках силами пользователя, новые элементы в бизнес процессах и интеграция с учётной системой QuickBooks, популярной в США. Добавлен SDK с описанием классов, интерфейсов и типов значений системы.

### BPMonline CRM 7.0
Интерфейс системы был полностью переработан. Основной упор сделан на контекстность — на экране появляется только та информация и те элементы управления, которые нужны данному пользователю в этот момент. Система имеет схожий дизайн на устройстве любого типа — PC, планшете, смартфоне.
В продукте появилась командная строка, которая дает возможность быстро выполнять определенные задания и операции или производить поиск данных.

## Награды
- В ноябре 2011 года система BPMonline CRM получила первое место в регионе EMEA на конкурсе CRM Idol 2011, организованном Полом Гринбергом[22][23].
- Журнал CRM Magazine назвал BPMonline Customer Service Rising Star[24].
- Два года подряд (2012, 2013) BPMonline попадал в список победителей ‘CRM Watchlist’, составляемый Полом Гринбергом[25][26].
- В 2013 году BPMonline CRM стала одним из победителей всеевропейской награды European IT & Software Excellence Awards 2013[27].
- Журнал CUSTOMER отметил BPMonline CRM наградой 2013 CRM Excellence Award[28].
- Кроме того, в мае 2013 года аналитическое агентство ISM включило BPMonline CRM в список TOP 15 CRMв сегменте SMB[29].